# Leisel Jones
Leisel Marie Jones (Katherine, 30 de agosto de 1985) é uma nadadora australiana, ganhadora de três medalhas de ouro em Jogos Olímpicos. Participou das edições de Sydney 2000, com apenas 15 anos de idade, e em Atenas 2004 ela fazia parte do time australiano medalha de ouro nos 4x100 metros medley. Em Pequim 2008 conquistou o ouro nos 100 metros peito.
Ela é conhecida por empregar uma técnica clássica no nado peito, caracterizada por um lento mas profundo ciclo de tempo e também pelos seus começos lentos. Juntamente com o sul-africano Penny Heyns, Jones é considerada uma dos maiores nadadores de peito da história.
Jones foi selecionada para a equipe australiana com apenas 14 anos de idade, qualificada nos 100 metros peito após vencer o evento do Campeonato da Austrália em Maio de 2000, em Sydney. Marcou o seu melhor tempo pessoal na final das Olimpíadas de Sydney, onde conquistou a medalha de prata atrás da americana Megan Quann. Junto com Dyana Calub, Petria Thomas e Susie O'Neill conquistou a prata nos 4x100 metros medley, novamente atrás das americanas. Jones deixou a escola aos 15 anos e concentrou-se na natação.
No Campeonato Mundial de 2001 em Fukuoka, no Japão, marcou sua estréia internacional nos 200 metros peito com um quarto lugar (2m25s46). Obteve um ouro no medley, sendo a primeira vez que os Estados Unidos eram derrotados neste evento. Começava ali uma longa hegemonia australiana na natação feminina.
Em 2003, Jones bateu o recorde australiano nos 200 m medley individual no início do ano, em um evento experimental. Mais tarde no Campeonato Mundial, em Barcelona, Espanha, estabeleceu um recorde mundial nas semifinais dos 100 m peito (1m06s37). No entanto, ela sucumbiu aos nervos na final e ficou em terceiro lugar, prova vencida pela chinesa Luo Xuejuan. Conseguiu uma medalha de prata nos 200 m peito, atrás de Amanda Beard (2m24s33).
No mês que antecedeu as Olimpíadas de Atenas, Jones estabeleceu um recorde mundial (2m22s96), em um encontro em Brisbane, na Austrália. O recorde logo foi superado por Amanda Beard nas eliminatórias estadunidenses alguns dias mais tarde.
Em Atenas, Jones foi novamente a mais rápida na qualificatória dos 100 m peito, fazendo um recorde olímpico (1m06s78) nas semifinais. No entanto, na final ela terminou com a medalha de bronze, novamente atrás de Luo Xuejuan. Nos 200 m, ela tentou atacar, mas nos últimos 50 metros perdeu para Amanda Beard, ganhando a prata olímpica.
Na preparação para os Jogos Olímpicos de Pequim em 2008, ela quebrou seu próprio recorde mundial dos 100m peito com 1m03s72 no Telstra Grand Prix em Camberra. Ganhou ouro em Pequim nos 100 metros peito, tocando a uma linha completa do comprimento do corpo à frente da sua rival. Seu tempo de 1m05s17 foi 1,66 segundo mais rápido do que a americana Rebecca Soni. Era a favorita para ganhar nos 200 m peito, mas perdeu para Rebecca Soni, que ganhou a medalha de ouro com o recorde mundial. Jones também ganhou uma medalha de ouro no 4x100m medley, com a equipe australiana quebrando o anterior recorde mundial por três segundos.